# Volodja Peer
Volodja Peer, slovenski gledališki in filmski igralec ter dolgoletni član drame SNG Maribor,  * 28. avgust 1931, Celje, † 17. julij 1987, Krk.

## Življenje
Študiral je na AGRFT in se leta 1957 zaposlil v gledališču v Celju. Leta 1964 se je zaposlil v drami SNG Maribor in ji ostal zvest do upokojitve leta 1984. Igral je raznovrstne vloge, pogosteje komične, saj je imel izrazit dar za neposreden stik z občinstvom. Nastopal je v zabavnih oddajah Radia Maribor ter igral v slovenskih in koprodukcijskih filmih ter na televiziji.

## Filmografija
- Zasilna zavora (1978)
- Poslednja postaja (1971)
- Let mrtve ptice (1973)
- Deseti brat (1982)
- Razseljena oseba (1982)
- Ljubezni Blanke Kolak (1987)
- Ljubezen nam je vsem v pogubo (1987)[3]